# Осова (Влодавский повет)
Осова (пол. Osowa) — деревня во Влодавском повете Люблинского воеводства Польши. Входит в состав гмины Ханьск. По данным переписи 2011 года, в деревне проживало 250 человек.

## География
Деревня расположена на востоке Польши, к западу от реки Западный Буг, на расстоянии приблизительно 16 километров к юго-юго-западу (SSW) от города Влодавы, административного центра повета. Абсолютная высота — 169 метров над уровнем моря. К западу от населённого пункта проходит региональная автодорога 812.

## История
По данным на 1827 год имелось 60 дворов и проживало 413 человек. Согласно «Справочной книжке Седлецкой губернии на 1875 год» деревня входила в состав гмины Собибор Влодавского уезда Седлецкой губернии.
В 1975—1998 годах деревня входила в состав Хелмского воеводства.

## Население
Демографическая структура по состоянию на 31 марта 2011 года:
|         | Всего | До трудоспособного возраста | Трудоспособного возраста | Старше трудоспособного возраста |
| ------- | ----- | --------------------------- | ------------------------ | ------------------------------- |
| Мужчины | 124   | 18                          | 90                       | 16                              |
| Женщины | 126   | 24                          | 61                       | 41                              |
| Всего   | 250   | 42                          | 151                      | 57                              |